# Tsukio Kawahara
Tsukio Kawahara (8 de junio de 1949) es un deportista japonés que compitió en judo. Ganó tres medallas en el Campeonato Asiático de Judo en los años 1970 y 1981.

## Palmarés internacional
| Campeonato Asiático | Campeonato Asiático | Campeonato Asiático | Campeonato Asiático |
| Año                 | Lugar               | Medalla             | Categoría           |
| ------------------- | ------------------- | ------------------- | ------------------- |
| 1970                | Kaohsiung (Taiwán)  | Medalla de oro      | –93 kg              |
| 1970                | Kaohsiung (Taiwán)  | Medalla de plata    | Abierta             |
| 1981                | Yakarta (Indonesia) | Medalla de oro      | –95 kg              |